# Liste der Monuments historiques in Rœschwoog
Die Liste der Monuments historiques in Rœschwoog führt die Monuments historiques in der französischen Gemeinde Rœschwoog auf.

## Liste der Bauwerke
| Bezeichnung         | Beschreibung              | Standort                                  | Kennzeichnung | Schutzstatus | Datum | Bild |
| ------------------- | ------------------------- | ----------------------------------------- | ------------- | ------------ | ----- | ---- |
| Banc du Roi de Rome | Ruhebank; Sandstein, 1811 | nordöstlich des Ortes an der D 468 (Lage) | PA00084905    | Inscrit      | 1984  |      |
| Banc du Roi de Rome | Ruhebank; Sandstein, 1811 | südwestlich des Ortes an der D 468 (Lage) | PA00084904    | Inscrit      | 1984  |      |

## Liste der Objekte
| Bezeichnung                | Beschreibung | Standort                           | Kennzeichnung | Schutzstatus | Datum     | Bild           |
| -------------------------- | --- | ---------------------------------- | ------------- | ------------ | --------- | -------------- |
| Orgel                      | Ensemble aus PM67000239 und PM67000235 | in der Kirche St-Barthélémy (Lage) | PM67001076    | Classé       | 1972 1971 | weitere Bilder |
| Orgelprospekt              | 1808 von Joseph Zipfel gebaut, in Teilen älter | in der Kirche St-Barthélémy (Lage) | PM67000239    | Classé       | 1972      | weitere Bilder |
| Instrumentalteil der Orgel | 1808 von Michael Stiehr gebaut | in der Kirche St-Barthélémy (Lage) | PM67000235    | Classé       | 1971      | weitere Bilder |
| Zwei Beichtstühle          | Holz, 18. Jahrhundert | in der Kirche St-Barthélémy (Lage) | PM67001355    | Inscrit      | 1974      |                |
| Hauptaltar                 | Altartisch, Tebernakel, Altarkreuz, Retabel, Gemälde, vier Skulpturen und 16 Leuchter; Holz, farbig gefasst und vergoldet, Ölfarbe auf Leinwand und Metall, um 1767 | in der Kirche St-Barthélémy (Lage) | PM67000238    | Classé       | 1972      | weitere Bilder |
| Zwei Seitenaltäre          | jeweils Altartisch, Retabel und zwei Gemälde; Holz, farbig gefasst und vergoldet, sowie Ölfarbe auf Leinwand, Mitte des 18. Jahrhunderts                            | in der Kirche St-Barthélémy (Lage) | PM67000464    | Classé       | 1972      | weitere Bilder |
| Monstranz                  | Kupfer, vergoldet, und Silber, Anfang des 19. Jahrhunderts | in der Kirche St-Barthélémy (Lage) | PM67000236    | Classé       | 1972      |                |
| Kelch                      | Silner, vergoldet, 1739 | in der Kirche St-Barthélémy (Lage) | PM67000237    | Classé       | 1972      |                |